# اليمنيون في باكستان
اليمنيون في باكستان هم المواطنون اليمنيون الذين يعيشون في باكستان.

## السكان
أكثر من 5000 مغترب من اليمن يقيم في كراتشي،  وهناك أيضاً أكثر من مائة من الطلاب الدوليين اليمنيين يواصلون التعليم العالي في جامعات مختلفة في باكستان. يشمل ذلك 40 طالباً يمنياً حصلوا على المنح الدراسية التي تقدمها حكومة باكستان. بالإضافة إلى ذلك، أُبْلِغَ عن بعض اليمنيين في باكستان، أنهم كانوا يعملون لشبكات المتمردين في شمال غرب المناطق القبلية الخاضعة للإدارة الاتحادية على الحدود مع أفغانستان.
هناك سفارة لليمن في إسلام آباد تقدم الخدمات للمواطنين اليمنيين في باكستان. السفارة جنباً إلى جنب مع المجتمع اليمني تقيم المناسبات الوطنية والثقافية المختلفة مثل عيد الوحدة اليمنية.

## مشاهير
- آني خالد، مغنية وعارضة الأزياء.[7]